# 高橋英生
高橋 英生（たかはし えいせい、1933年 - 2017年）は、北海道稚内市出身の画家。札幌を中心として東京、パリなどで活動し、現在は稚内市上勇知南部にアトリエを構える。15歳から国鉄に入社し鉄道員だったが33歳に退職し本格的に画家を志す。若いころは前衛的な作品が多かったが、のちにパリの街並みを描いた作品や風景画など作成し高い評価を得ている。稚内に移住してからは上勇知や利尻富士など地元の風景を中心に描いている。

## 略歴
- 1933年 稚内市で生まれる。
- 1962年 新道展で努力賞を受賞し、新道展会員となる。
- 1964年 現代美術家協会会員となる。
- 1976年 初の渡欧。以後、数回にわたりパリで活動する。
- 1978年 「北海道現代美術展」（北海道立近代美術館）に出品する。
- 1979年 近代美術協会展で奨励賞し、近代美術協会会員となる。
- 1980年 ル・サロン、サロン・ドートンヌに出品する。
- 1983年 「イメージ展」（北海道立近代美術館に）招待出品する。
- 1986年 近代美術協会委員となる。
- 1991年 札幌時計台文化会館美術大賞展に招待出品する。
- 1992年 1年間パリで生活する。
- 1994年 「札幌アヴャンギャルドの潮流展」（北海道立近代美術館）に招待出品する。
- 1998年 札幌市民ギャラリーの「さっぽろ美術展」に出品する。
- 2003年 稚内市にアトリエを移す（あとりえ華）。
- 2005年 自宅兼アトリエ全焼。アトリエを再建する。
- 2006年 三越ギャラリーで個展を開催する。
- 2007年 ギャラリーシーズで個展を開催する。
- 2009年 Galleyy創で個展を開催する。
- 2010年 ギャラリーエッセで個展を開催する。
- 2017年 8月19日　死去。

## あとりえ華
北海道稚内市上勇知南部にある画家高橋英生のアトリエ。平成18年にいちど火災で全焼したが、その後再建される。1階はギャラリー、2階はカフェとなっており、地域のサロンとなっている。すぐそばには牛舎を改造した「ぎゃらりー華」があり自身や地元住人の様々な作品を展示するスペースが存在する。
2018（平成30）年に店長で氏の妻である高橋孝子が引っ越したため閉店した。